# منتخب ماليزيا للريشة الطائرة

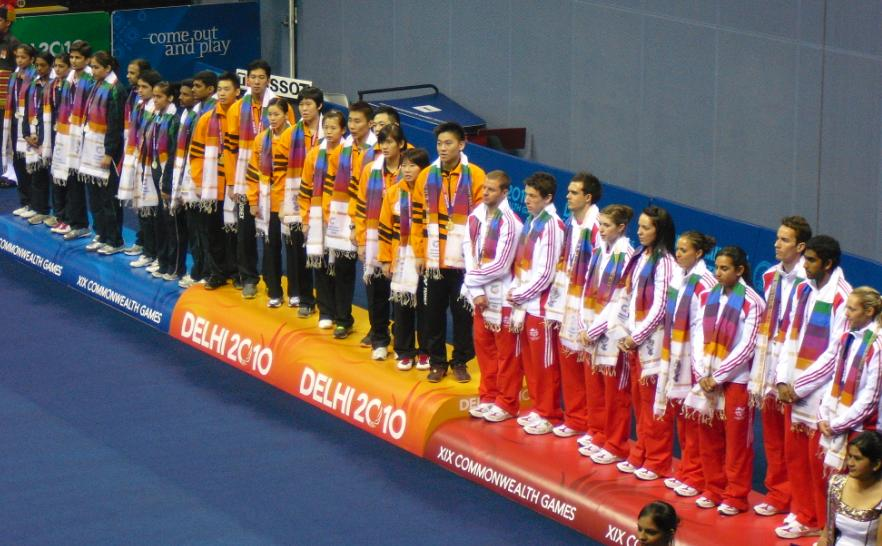
اولمبياد دلهي 2010

منتخب ماليزيا الوطني لتنس الريشة هو ممثل ماليزيا الرسمي في المنافسات الدولية في كرة الريشة .